# Karabin Parker-Hale M85
Karabin Parker-Hale M85 – brytyjski powtarzalny karabin wyborowy. Oparty na konstrukcji sztucera myśliwskiego. Karabin wyposażony jest w dwójnóg.